# 라스 도스 카라스 데 아나
《라스 도스 카라스 데 아나》(스페인어: Las dos caras de Ana)은 2006년 방영된 멕시코의 텔레노벨라이다.